# Patricia Highsmith
Mary Patricia Highsmith (19. januar 1921 – 4. februar 1995) var en amerikansk forfatter.

## Liv
Mary Patricia Plangman blev født i Texas. Hendes forældre blev skilt, før hun blev født.
Hendes første roman, Strangers on a Train, blev filmatiseret af Alfred Hitchcock og udsendt som film i 1951 under titlen Strangers on a Train (på dansk Farligt møde). Hun flyttede til Europa i 1963.

## Udvalgt bibliografi
- Strangers on a Train (dansk: Farligt møde) (1950; filmatiseret af Alfred Hitchcock i 1951)
- The Price of Salt (1953, under aliasset "Claire Morgan")
- The Talented Mr. Ripley (1955; filmatiseret af René Clément i 1960 og udsendt på dansk under titlen Kun solen var vidne og af Anthony Minghella i 1999 under titlen The Talented Mr. Ripley)
- The Cry of the Owl (1962; filmatiseret af Claude Chabrol i 1988)
- Ripley's Game (Tom Ripleys spil, 1974, filmatiseret at Wim Wenders i 1977 og af Liliana Cavani i 2002)
- Little Tales of Misogyny (1974)